# Oren Lyons

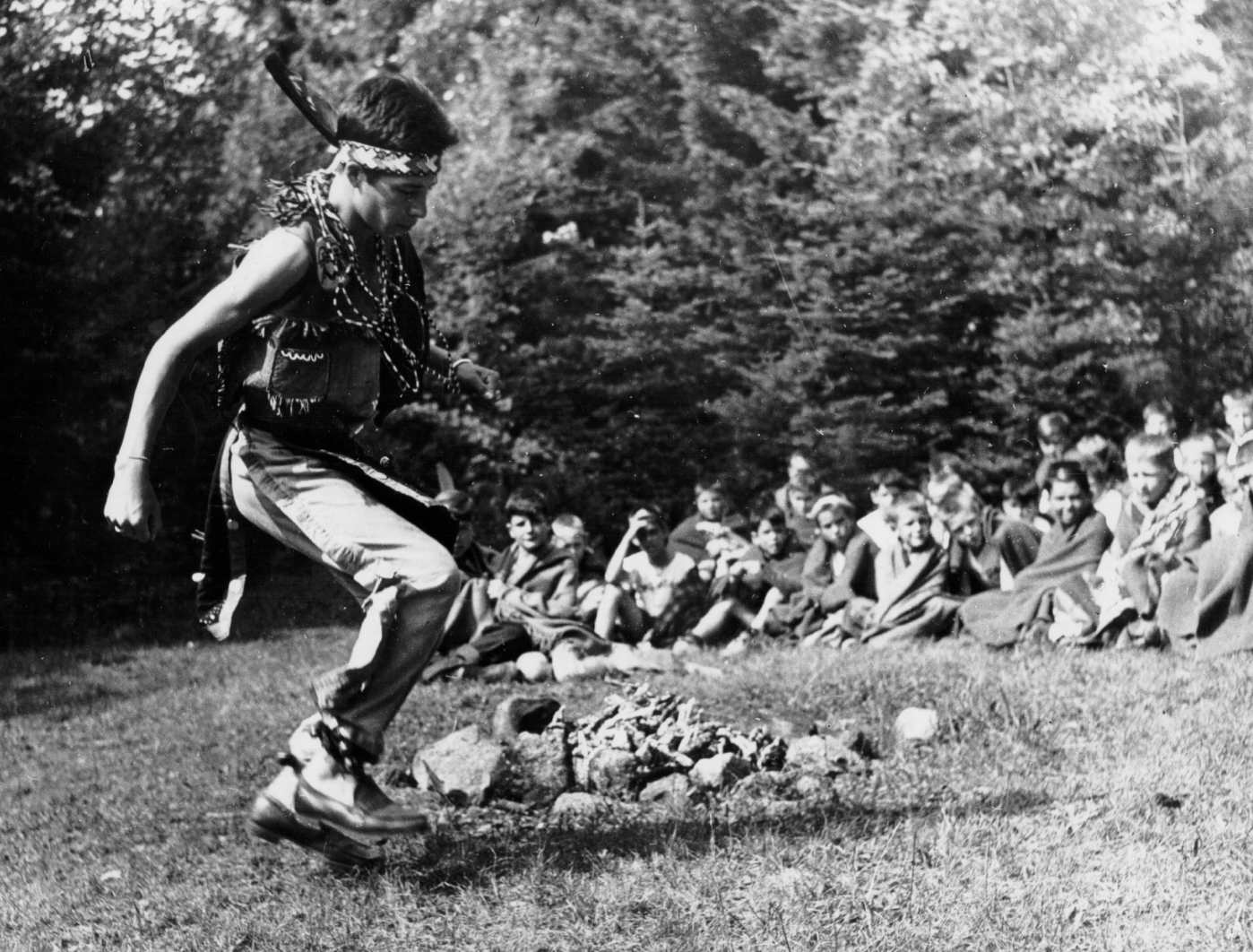
El jefe espiritual Onondaga, Orel Lyons.

Oren Lyons (en onondaga Jo Ag Quis Hi) (Reserva Onondaga, Nueva York, 1930) es un jefe espiritual onondaga. Sirvió en el ejército y en 1958 se graduó en la Universidad de Siracusa. En 1970 volvió a la reserva como jefe y desde entonces ha sido uno de los más grandes abogados de la causa iroquesa. En 1982 tomó parte en Ginebra en la Comisión de la ONU de los Derechos Humanos de los Pueblos Indígenas, y estableció un Grupo de Trabajo de los Pueblos Indígenas. En 1990 fue mediador en la crisis mohawk con los gobiernos canadiense y quebequés. Es un firme defensor del medio ambiente. Ha escrito Dog story (1973) y Exiled in the land of the free: democracy, indian nations and the US Constitution (1992).

## Enlace
- Biografía en inglés

- Datos: Q3271447
- Multimedia: Oren Lyons / Q3271447